# Monnina martiana
Monnina martiana är en jungfrulinsväxtart som beskrevs av Kl. och Alfred William Bennett. Monnina martiana ingår i släktet Monnina och familjen jungfrulinsväxter. Inga underarter finns listade i Catalogue of Life.